# Стрельбищенская улица (Санкт-Петербург)
Стрельби́щенская улица — улица в Санкт-Петербурге, проходит от Волковского проспекта до Козловского переулка.

## История

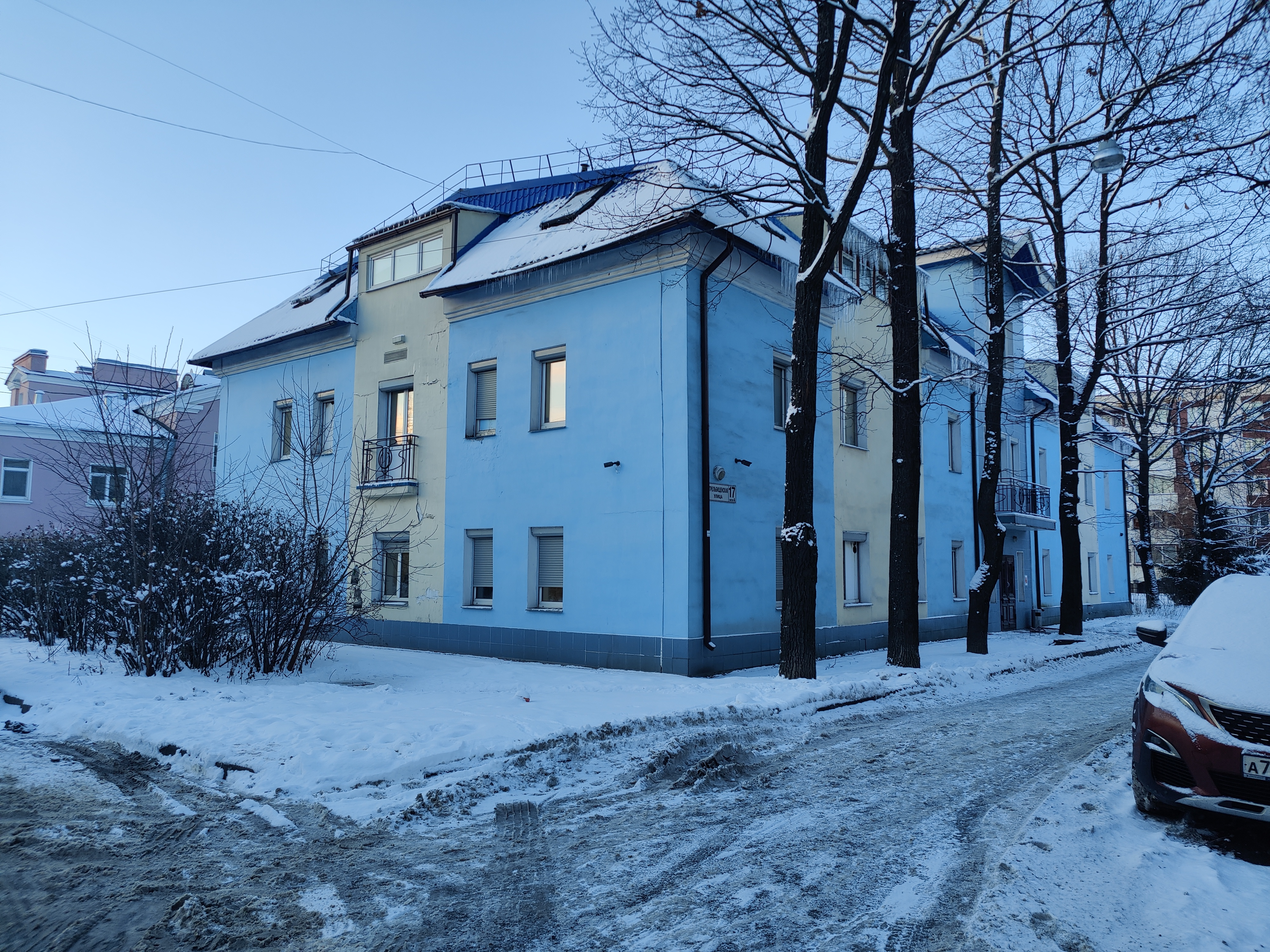
«Немецкий» дом

Название улицы с конца XIX века, по казарме артиллеристов, обслуживающих полигон на Волковом поле.
На нечётной стороне Стрельбищенской улицы сохранена застройка малоэтажными многоквартирными жилыми домами, построенными в первые годы после войны. Эти дома стали называть «немецкими», поскольку их строили пленные немцы, пригнанные после Великой Отечественной войны на работы в СССР. Вдоль проезжей части Стрельбищенской улицы выделялась пара двухэтажных домов, по две парадные в каждом, с деревянными лоджиями и кронштейнами под скатами крыши. Один из этих домов снесён в 2014 году, на его месте построен 6-этажный жилой дом с сетевым магазином на первом этаже.